# Bernie – Leichen pflastern seinen Weg
Bernie – Leichen pflastern seinen Weg (Originaltitel: Bernie) ist eine US-amerikanische schwarze Filmkomödie aus dem Jahr 2011. Das Drehbuch basiert auf einer wahren Geschichte und ist zum Teil in der Art einer Dokumentation gehalten, in der Bekannte der Beteiligten und Bewohner der Kleinstadt zu den Ereignissen befragt werden.

## Handlung
Der 1985 zugezogene 38-jährige Junggeselle Bernhard „Bernie“ Tiede ist der stellvertretende Leiter des örtlichen Bestattungsunternehmens in Carthage, Texas und einer der beliebtesten Männer in der kleinen Stadt. Er organisiert Bestattungen bis ins kleinste Detail, singt dazu mit seiner wunderschönen Stimme jedes gewünschte Lied und kümmert sich hingebungsvoll um die Hinterbliebenen, vor allem die wohlhabenden Witwen der Stadt. Nebenbei organisiert er Kunstausstellungen und Maßnahmen zur Ortsverschönerung und unterstützt Theater- und Musikaufführungen.
Marjorie „Marge“ Nugent hingegen ist eine hartherzige, verbitterte Frau. Nachdem ihr sehr vermögender Mann gestorben ist, macht Bernie auch ihr seine Aufwartung. Nach einiger Zeit taut die 81-Jährige zunehmend auf und die beiden freunden sich an. Da Marge sehr vermögend ist, können die zwei kostspielige Reisen unternehmen und Bernie wird mit der Zeit ihr ständiger Begleiter.
Schließlich überträgt sie ihm die Verwaltung ihres Vermögens und stellt ihn bei sich ein. Mehr und mehr wird sie jedoch besitzergreifend und dominant und will Bernie ganz für sich. Nachdem sie ihn immer herablassender behandelt, eskaliert die Situation schließlich und Bernie erschießt sie in ihrer Garage. In seiner Verzweiflung über seine Tat verstaut er ihre Leiche in der Gefriertruhe und täuscht der Gemeinde vor, Marge sei krank, könne nicht sprechen und sei in einem Kurhotel.
Dies geht erstaunliche neun Monate gut, weil niemand die zänkische Marge wirklich vermisst, bis schließlich ihr Bankberater und ihre Enkelin misstrauisch werden und man ihr Haus gründlich durchsucht. Schließlich findet man ihre Leiche. Bernie wird befragt und legt ein umfassendes Geständnis ab. Der ehrgeizige Bezirksstaatsanwalt Danny Buck Davidson will Bernhard Tiede wegen vorsätzlichen Mordes anklagen. Er muss jedoch feststellen, dass eine große Mehrheit in Carthage auf Bernies Seite steht. Viele Bürger äußern Verständnis für seine Tat, einige halten ihn sogar für unschuldig.
Erst nachdem er eine Verlegung des Verhandlungsortes beantragt, hat Davidson die Chance, eine Jury auswählen zu lassen, mit der er eine Verurteilung erreichen kann. Er versucht die Geschworenen davon zu überzeugen, dass Bernie aus Habgier gehandelt hat und lässt sogar die Gefriertruhe in den Gerichtssaal schaffen, die 9 Monate lang der kalte Sarg von Marge gewesen ist. Bernies Anwalt zeichnet dagegen das Bild eines herzensguten Menschen, der von Marge psychisch missbraucht worden ist, wodurch schließlich ein in Bernies Kindheit erlittenes Trauma durch den Missbrauch eines Onkels wachgerufen wurde. Am Ende wird Bernie des vorsätzlichen Mordes schuldig gesprochen.

## Musik
Graham Reynolds steuerte die Musik für den Film bei. Zusätzlich werden zahlreiche bekannte Songs rezitiert. Unter anderem führt Bernie mit einer Schülergruppe eine Choreografie zu dem Titel Seventy-Six Trombones aus dem Musical The Music Man auf.

## Kritiken
In seiner Kritik für film-rezensionen.de urteilte Oliver Armknecht:
„Vor allem die Verpflichtung des Komikers Jack Black, mit dem Linklater bereits in School of Rock zusammengearbeitet hat, erweist sich als absoluter Glücksgriff. Sein übertrieben liebenswürdiger Bernie ist zwar mehr Karikatur als richtiger Charakter, aber eben auch unverschämt witzig und wurde zu Recht für einen Golden Globe nominiert. Hollywood-Legende Shirley MacLaine als verbiesterte Marjorie und Matthew McConaughey als selbstgerechter Staatsanwalt Danny Buck Davidson gehören ebenfalls zu den Glanzpunkten des Filmes. Beeindruckend ist vor allem, wie harmonisch sich die beiden Bestandteile – nachgestellte Szenen, echte Interviews – zu einem Ganzen zusammenfügen, ohne dass man sie richtig voneinander trennen kann. Auf die Weise entsteht vor dem Hintergrund einer absurden Geschichte ein harmonisches, geradezu warmherziges Porträt einer Kleinstadt und ihrer kauzigen Bewohner.“

## Hintergrund
Die Tat hat im Jahr 1996 stattgefunden. 1997 wurde Bernhard Tiede zum ersten Male verurteilt. Nach mehreren Berufungsverfahren erhielt er eine Strafe von 99 Jahren bis lebenslänglich und kann frühestens 2029 auf Entlassung auf Bewährung hoffen.

## Trivia
Einige Bürger aus Carthage, die die Beteiligten persönlich kannten, treten in dem Film auf und kommentieren die Ereignisse. 
Das Musical The Music Man, das Bernie Tiede mit den jungen Menschen in Cartage einstudiert, spielt auch in einem der bekanntesten Filme mit Shirley MacLaine, Billy Wilders Das Appartement, eine Rolle. Sie wird von Jack Lemmon in das bekannte Majestic Theater zu einer Vorstellung des Musicals eingeladen, das 1960, bei der Entstehung des Films, zu den angesagtesten Shows in New York zählte. Aber Shirley MacLaine versetzt Jack Lemmon.